# Ene Rämmeld
Ene Rämmeld (nascida a 12 de janeiro de 1947, em Tallinn) é uma actriz estoniana que vive na França.
Na década de 1960, ela trabalhou no Teatro Ugala. Além de papeis teatrais, ela também actuou em vários filmes.
Na década de 1980 Rämmeld mudou-se para a França.
Ela foi casada com o director de cinema Vladimir-Georg Karasjov-Orgusaar.